# Незалежное (Кривой Рог)
Незалежное (укр. Незалежне) — исторический район Кривого Рога, бывший посёлок Радушненского поселкового совета Криворожского района Днепропетровской области, Украина. Посёлок ликвидирован в 1997 году.
Население по данным 1982 года составляло 160 человек.

## История
- 1996 — упоминание населённого пункта в качестве новообразованного, с присвоением названия[4];
- 1997 — посёлок ликвидирован[3], вошёл в состав Долгинцевского района Кривого Рога.

## Характеристика
На юге граничит с районом Травневое, на северо-западе — с районом Зализничное, рядом с которым проходит железная дорога, станция Батуринская.